# Dr. Hommesbos
Het dr. Hommesbos is een bos van 2,5 hectare, pal ten noorden van Onstwedde in de gemeente Stadskanaal. Het is in handen van de stichting Het Groninger Landschap. Het ligt op een flank van de Onstwedder Holte, een morenegebied dat een hoogte bereikt van 12 meter. In het bos liggen een aantal stuifduinen. Er staan vliegdennen en zomereiken. Ook is er veel opslag van hulst in het bos. In de ondergroei komen dalkruid, lelietje der dalen en brede stekelvaren voor. In het bos zijn verschillende zangvogels te horen als roodborst, vink en winterkoning te horen. Ook zijn er spechten aanwezig. Het bos is vrij toegankelijk voor wandelaars. Langs de zuidrand loopt een smal schelpenfietspad.

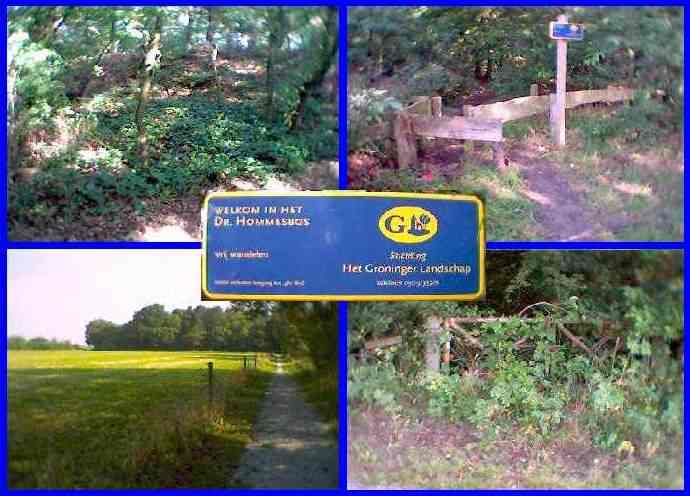
dr Hommesbos met rechtsonder een hek dat toegang gaf tot een vakantiehuisje

Het bosje is ontstaan doordat de grond niet geschikt was voor landbouw. De duintjes waren te steil en te arm. De naam dankt het bos aan een vroegere eigenaar, dr. Hommes, een chirurg van het ziekenhuis in Winschoten. Hij had hier een zomerhuisje. Rond 2004 was de vloer van dit huisje en hek voor het pad ernaartoe nog terug te vinden. Ten oosten van het Hommesbos is een brede singel aangelegd waarmee het nu landschappelijk één geheel vormt. In 1999 is ten noordoosten van het bosje een robiniaplantage aangelegd door Robiniagold, die na twintig jaar robiniahardhout op commerciële basis verwacht te kunnen oogsten.
Dorpen:
Alteveer (deels) · Ceresdorp · Kopstukken · Mussel · Musselkanaal · Onstwedde · Smeerling · Stadskanaal

Gehuchten: Barlage · Blekslage · Braamberg · Höchte · Horsten · Sterenborg · Ter Wupping · Vledderhuizen · Vledderveen · Vosseberg

Buurtschappen: Höfte · Holte · Oomsberg · Tange · Ter Maarsch · Veenhuizen · Wessinghuizen

Kanalen: Stadskanaal · Musselkanaal · Mussel-Aa-kanaal      Bos: Dr. Hommesbos

Groningen: Steden en dorpen      Nederland: Provincies · Gemeenten